# سارکوئیدوز
سارکوئیدوز (Sarcoidosis) یک بیماری با علت عصبی که در آن التهاب در گره‌های لنفاوی، ریه‌ها، کبد، چشم‌ها (شایع‌ترین آن یووئیت قدامی)، پوست و دیگر بافت‌ها رخ می‌دهد. واژه سارکوئیدوز به معنای «ناهنجاری گوشت‌مانند» است.
در این بیماری، توده کوچکی از بافت غیرطبیعی گرانولوما در اندام‌های خاص بدن شکل می‌گیرد. گرانولوماها، خوشه‌هایی از سلول‌های ایمنی هستند. در برخی مبتلایان، این گرانولوماها از بین نمی‌روند و در نتیجه موجب التهاب بافت و زخم شدن آن می‌شوند. این بیماری، تقریباً تمام اندام‌های بدن را مورد حمله قرار می‌دهد، اما اغلب بر ریه‌ها، چشم و پوست اثر دارد. این بیماری در سن ۲۰ تا ۴۰ سالگی شایع است. زنان بیشتر به این بیماری دچار می‌شوند. سارکوئیدوز در کودکان بسیار نادر است.
این عارضه به اشکال متفاوتی ظاهر می‌شود. گاهی تنها در یک قسمت از بدن علائمی ایجاد می‌کند و گاهی به‌طور هم‌زمان در چندین قسمت از بدن علائمی ایجاد می‌کند.
این بیماری که همچنین سارکوئید و سارکوئیدوزیس نامیده می‌شود شامل تجمع غیرطبیعی سلول‌های التهابی مزمن به نام گرانولوما است که به صورت گره ندول در ارگان‌های متعدد بدن تشکیل می‌شوند. این گرانولوم‌ها غیر کازئیفیه هستند و اغلب در ریه و غدد لنفاوی یافت می‌شوند، گرچه بالقوه هر اندامی در بدن می‌تواند درگیر شود. بروز بیماری اغلب تدریجی است. بیماری ممکن است بی‌نشانه یا مزمن باشد. بیماران مبتلا به بیماری در مراحل اولیه بیماری به‌طور شایعی خود بخود یا با استفاده از داروهایی نظیر کورتون و متوتروکسات بهبود می‌یابند. گلوکوکورتیکوئید اساس درمان سارکوئیدوز است. در برخی موارد ندرتاً بیماران مبتلا به فرم‌های شدید تر بیماری و درگیری شدید ریه و قلب درمان نشده و فوت می‌کنند.
ایجاد بافت جوشگاه در ریه در برخی موارد منجر به نارسایی تنفسی می‌شود. درگیری قلب در بیماران به صورت تپش قلب و درد سینه بروز یافته و در فرم شدید بیماری در ۵ تا ۱۰٪ مبتلایان تظاهر می‌کند.
علت بیماری ناشناخته است ولی احتمالاً واکنش ایمنی بدن به یک عامل میکروبی یا شیمیائی سبب بروز علائم می‌گردد گرچه بیماری مسری و واگیر نیست.
قابل ذکر است که گاهی عوارض مواجهه شغلی با فلز برلیوم شبیه به سارکوئیدوز است (سم‌شناسی شغلی نیل استیسی)

## بیماریزایی
سارکوئیدوز وضعیتی است که باعث التهاب عمومی بدن می‌گردد. این التهاب باعث می‌شود تا توده‌های کوچکی گرانولوما در قسمت‌های مختلف بدن شکل گیرند. سارکوئیدوز بیشتر اوقات ریه‌ها و غدد لنفاوی ناحیه قفسه سینه را درگیر می‌کند (سارکوئیدوز ریوی). اگرچه می‌تواند تقریباً هر قسمتی از بدن مثل چشمها، پوست، قلب، کبد، کلیه‌ها، غدد لنفاوی، عضلات، بینی، سینوسها، مغز و اعصاب را درگیر نماید. در واقع وجود گرانولوم‌های شکل گرفته در پاسخ به التهاب است که باعث ایجاد علایم در قسمت‌های مختلف بدن می‌گردد. در سارکوئیدوز ماکروفاژها پیش سازهای ویتامین D را فعال می‌کنند که به نوبه خود باعث کلسیفیکاسیون متاستاتیک می‌شود. متأسفانه علت سارکوئیدوز هنوز مشخص نشده‌است اما اعتقاد بر این است که یک عامل عفونی یا برخی عوامل محیطی ممکن است باعث بروز سارکوئیدوز در فردی شوند که نسبت به آن به‌طور ژنتیکی مستعد است.

## علائم
علائم این بیماری بسیار متغیر است. غالباً به‌طور ناگهانی با احساس ضعف، تب، دردهای عضلانی و همچنین برآمدگی سرخ رنگ دردناک در ناحیه ساق پا شروع می‌شود. چشم‌ها گاهی دردناک و گاهی بینایی ضعیف می‌گردد. غده‌های لنفاوی ممکن است بزرگ شوند و آن‌ها را به صورت توده‌های دردناک در گردن، زیر بغل و کشاله ران با دست احساس کرد.
بزرگی گره‌های لنفاوی ناف ریه در قفسه سینه نیز شایع است. اگرچه هیچ گونه علائمی ندارد اما می‌توان آن‌ها را در رادیوگرافی تشخیص داد. ریه غالباً درگیر است و معمولاً علائمی ندارد. اگرچه ممکن است تنگی نفس و سرفه خشک پیدا شود. گاهی میزان کلسیم خون این افراد نیز افزایش می‌یابد.
گرچه بیماری اغلب اوقات بدون علامت است اما علائم شایع آن شامل خستگی که با خواب بر طرف نمی‌شود – کمبود انرژی – کاهش وزن – دردهای بدنی و تورم مفاصل – خشکی چشم. تاری دید – تنگی نفس و سرفه خشک - ضایعات پوستی خارش‌دار و دردناک – اریتم ندوزوم می‌باشند. سارکوئیدوز و سرطان علائم همدیگر را تقلید کرده و تشخیص افتراقی را مشکل می‌سازند.
ترکیبی از آدنوپاتی دو طرفه ناف ریه و درد مفاصل و اریتم نودوزا (ضایعات برجسته دردناک پوستی) نشانگان لوفگرن نام دارد و پیش‌آگهی نسبتاً خوبی دارد.
درگیری کبد و طحال و کلیه‌ها و قلب و مغز و چشم نیز در برخی مبتلایان به این دیده می‌شود به همین دلیل آزمایش‌های تعیین آنزیم‌های کبدی و کلسیم خون و ادرار و نوار قلب و معاینات چشمی سالانه در مبتلایان به این بیماری ضرورت دارد.

## شیوع
سارکوئیدوز در هر سنی رخ می‌دهد اما غالباً نزد جوانان‌ها در دهه ۳ و ۴ دیده می‌شود و نزد کودکان بسیار نادر است. سارکوئیدوز اختلال نسبتاً نادری است و از هر ۱۰۰۰۰۰ نفر در انگلستان، ۲۰–۱۰ نفر به آن مبتلا می‌شوند. این بیماری در جنس مؤنث نسبت به جنس مذکر کمی بیشتر مشاهده می‌شود. بیماری سارکوئیدوز، در استان‌های گیلان و مازندران، دارای شیوع بالایی است.

## تشخیص
گاهی تشخیص بیماری با توجه به علائم آسان است. اما گاهی تشخیص مشکل می‌باشد. چون بیماری‌های دیگری نیز هستند که می‌توانند علائمی شبیه سارکوئیدوز نشان دهند، انجام آزمایش‌های اختصاصی در این گونه موارد ضرورت پیدا می‌کند. عکسبرداری از قفسه سینه برای بررسی بافت‌های ریه و به ویژه غددهای لنفاوی برای تشخیص کمک می‌کنند. آزمایش‌های خون و آزمایش‌های ظرفیت عمل تنفسی خاص برای بررسی چگونگی عملکرد ریه نیز انجام می‌گیرد.
یک نمونه برداری کوچک بهترین روش برای تشخیص این بیماری است. در مورد درگیری ریه‌ها از نایژه‌بینی (برونکوسکوپی) و بافت‌برداری استفاده می‌شود. در برخی موارد تشخیص سارکوئیدوز از طریق یک آزمایش پوستی خاص انجام می‌گیرد. اما معمولاً ۴ تا ۶ هفته زمان لازم است تا جواب آزمایش مشخص گردد.
با انجام نمونه‌برداری بافتی از ضایعات پوستی و غدد لنفاوی درگبر می‌باشد. در برخی موارد بیماری فقط با عکس ساده سینه مشکوک تشخیص داده شده و سپس سی تی اسکن و برونکوسکوپی با انجام بیوپسی تشخیص قطعی را مسجل می‌سازد. تشخیص افتراقی ضایعات بیماری با سل، سرطان متاستاتیک، لنفوم و عفونت‌های غیرمعمول ریه می‌باشد.

## مدت بیماری
اگر چه برخی علائم سارکوئیدوز به نظر کاملاً هشدار دهنده می‌آیند، اما معمولاً همه آن‌ها طی چندین هفته از بین می‌رود. ماه‌ها حتی سال‌ها طول می‌کشد تا گره‌های بزرگ لنفاوی قفسه سینه به اندازه طبیعی اش برگردد اما این مسئله هیچ گونه مشکل خاصی را برای بیمار همراه ندارد زیرا قبل از کوچک شدن گره‌ها حال عمومی بیمار بهبود پیدا می‌کند. گاهی به جای بهتر شدن بر شدت بیماری افزوده می‌گردد و حال شخصی بدتر می‌شود. در این موارد تشدید علائم بیماری خیلی آرام صورت می‌گیرد. اگر روند بیماری کنترل نشود، سبب تشکیل بافت التیامی پایدار در ریه‌ها می‌گردد که منجر به تنگی نفس دائم می‌شود. در چنین مواردی است که به منظور جلوگیری از عوارض بافتی، درمان‌های اختصاصی ضروری است.
معمولاً به منظور بررسی بهبودی وضعیت بیمار، عکسبرداری با اشعه و آزمایش‌های منظم تنفسی و خون تکرار می‌گردد و اگر علائم از بین نرود و عکسبرداری و آزمایش‌های تنفسی پیشرفت بیماری را تأیید کند در این صورت درمان باید انجام گیرد.

## درمان

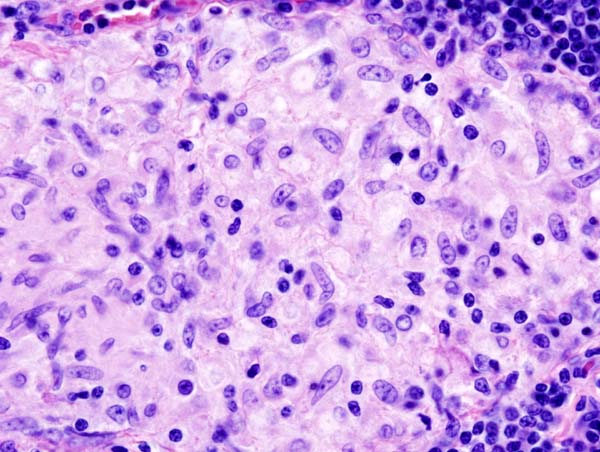
تصویر هیستوپاتولوژیکی سارکوئیدوز بیوپسی غدد لنفاوی

اگر بیماری خفیف باشد پزشک احتمالاً دارویی را تجویز نخواهد کرد و با یک رژیم غذایی به روند بهبود بیماری کمک می‌کند. اما اگر بیماری پیشرفته تر باشد از داروهایی به نام کورتیکواستروئیدها استفاده خواهد کرد
استفاده از استروئیدها (کورتون) در درمان سارکوئیدوز بسیار موفقیت‌آمیز است و در واقع این داروها تنها فراورده‌هایی هستند که اثر بخشی خوبی دارند. در مورد ضایعات موضعی مثلاً در چشم می‌توان دارو را به صورت موضعی مانند قطره بکار برد اما معمولاً درمان به صورت خوراکی تجویز می‌شود. مصرف کورتون با اندازه‌های تجویز شده معمولاً بی‌خطر است. اما اگر دارو در اندازه زیاد و به مدت طولانی مصرف شود ممکن است عوارض جانبی ایجاد کند؛ بنابراین درمان شامل یک دوره کوتاه مدت با مصرف دارو در اندازه زیاد و به دنبال آن درمان به مدت طولانی با میزان کم ادامه خواهد داشت. اگر مصرف استروئید قطع شود احتمال برگشت بیماری زیاد است و ممکن است ضایعات التهابی بیشتری را ایجاد کند و به همین دلیل ادامه درمان تا ۱۲ ماه یا بیشتر ضروری است.

## سیر بیماری
نزد بیشتر اشخاص مبتلا به سارکوئیدوز، عارضه بدون درمان فروکش می‌کند و هرگز برنمی گردد. برای آن دسته از افرادی که نیاز به درمان استروئید دارند بیماری معمولاً پس از قطع مصرف استروئید عود نمی‌کند اما در موارد نادر ممکن است دوره دیگری از درمان نیز ضروری باشد. فقط درصد کوچکی از افراد مبتلا به سارکوئیدوز هستند که نیاز به درمان طولانی مدت با استروئید دارند.

## نشانگان لوفگرن
نشانگان لوفگرن (Löfgren) نوعی از سارکوئیدوز حاد است که ترکیبی از اریتم نودوزا همراه با تورم یا بزرگی غدد لنفاوی که در عکس قفسه سینه دیده می‌شود، التهاب چشم‌ها و درد مفاصل می‌باشد. این سندرم به‌سرعت ظاهر شده و اغلب بدون درمان خاصی بهبود می‌یابد.

## نگارخانه

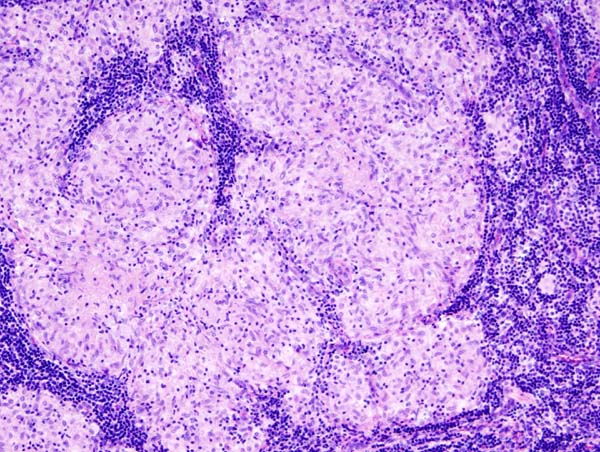
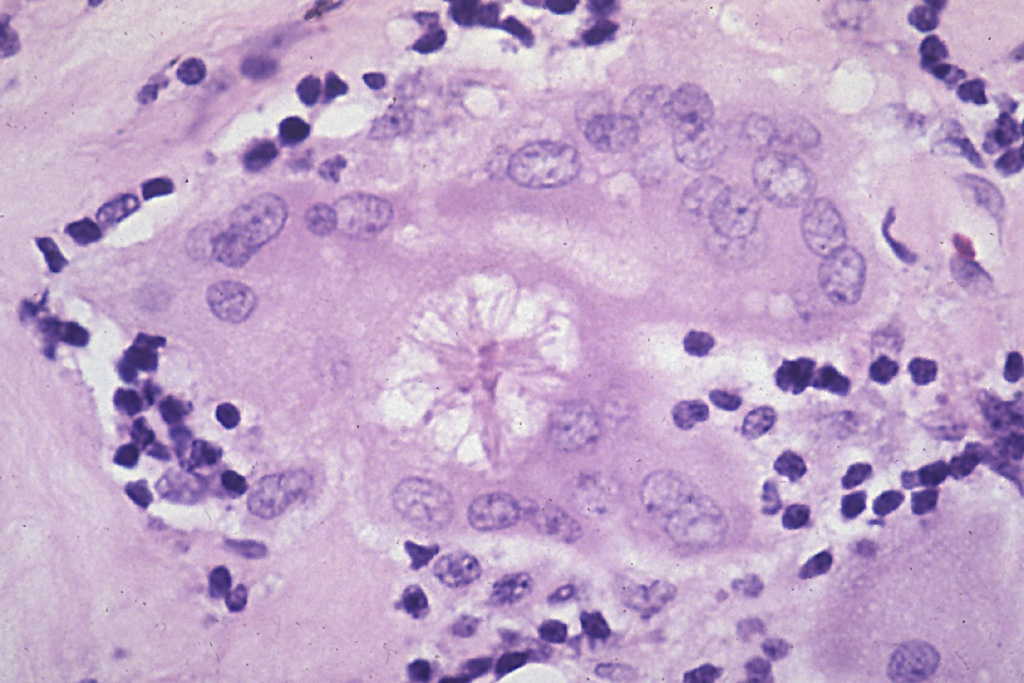
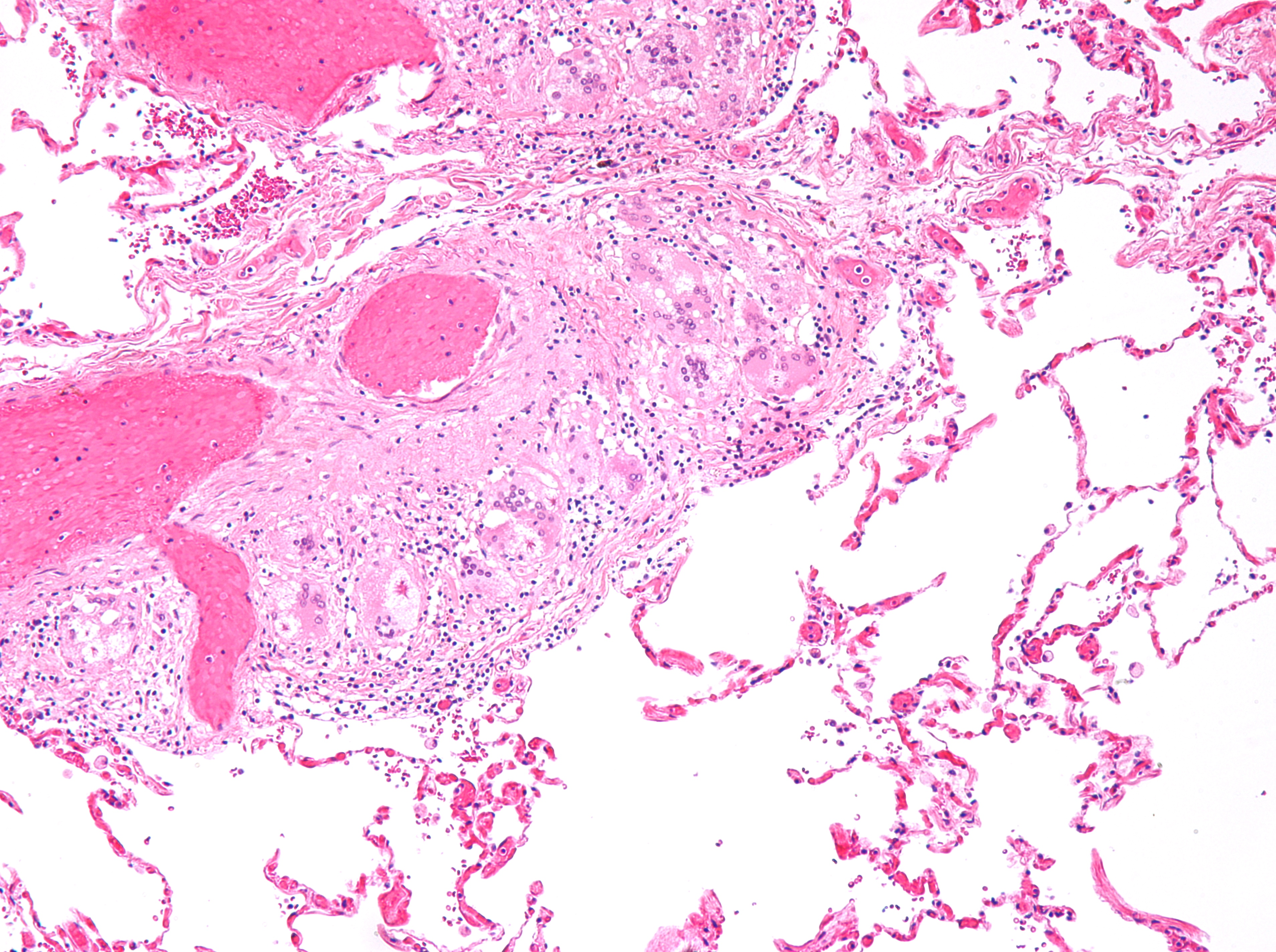